# Brodarica
 Ovo je glavno značenje pojma Brodarica. Za druga značenja pogledajte Brodarica (razdvojba).
Brodarica je naselje u sastavu grada Šibenika s 2611 stanovnika preko puta otoka Krapnja. U mjestu se nalazi crkva Gospe od zdravlja i Osnovna škola Brodarica. Brodarica se nalazi između hotelskog kompleksa/resorta Solaris na sjeveru, Morinskog zaljeva, koji je mrjestilište riba te bogat naslagama ljekovitog blata, na jugu te Šibenskim zaljevom na zapadu. Brodarica ima mediteransku klimu. Ljetne su temperature oko 30 °C.
Brodarica je mirno ugodno naselje vila i privatnih kuća pogodno za obiteljski odmor i kupanje na slikovitim kamenim i pješčanim plažama. Smještaj se nudi u brojnim obiteljskim kućama i apartmanima.

## Šport
U Brodarici djeluje vaterpolski klub „Brodarica”, te malonogometni klub "Zlatna Ribica" i šahovski klub "Brodarica".

## Stanovništvo
Po popisu iz 2021. godine, Brodarica je imala 2611 stanovnika. Krajem 20. stoljeća najveći dio naselja Krapanj izdvojen je u zasebno novoformirano naseljeno mjesto Brodarica, što se može protumačiti da je naselje Brodarica nastalo izdvajanjem stanovništva s otoka Krapnja. Te je godine u otočkom naselju Krapnju zabilježeno samo 166 stanovnika; deset puta manje nego prijašnjih godina.

| broj stanovnika |       |       | 13    | 13    | 43    | 44    |       |       | 211   | 271   | 491   | 551   | 1374  | 1878  | 2355  | 2534  | 2611  |
|                 | 1857. | 1869. | 1880. | 1890. | 1900. | 1910. | 1921. | 1931. | 1948. | 1953. | 1961. | 1971. | 1981. | 1991. | 2001. | 2011. | 2021. |